# 让·雅克·伯雷曼奎
让·雅克·伯雷曼奎（法語：Jean-Jacques Burlamaqui，1694年6月24日或7月13日—1748年4月3日）德国法律和政治理论家，自然法理论代表人物。生于日内瓦共和国，后在日内瓦大学任教，教授法律，曾游历法国和英格兰。